# موتور شماره ۲۰۲
موتور شماره ۲۰۲ یا موتور ابراهیم روستایی در دهستان ریگ ملک بخش ریگ ملک شهرستان میرجاوه استان سیستان و بلوچستان ایران است.

## جمعیت
بر پایه سرشماری عمومی نفوس و مسکن در سال ۱۳۹۵ جمعیت این مکان ۱۹۴ نفر (۵۵خانوار) بوده‌است.